# Iguane bleu
Cyclura lewisi
Espèce
Synonymes
- Cyclura macleayi lewisi Grant, 1941
- Cyclura nubila lewisi Grant, 1941

Statut de conservation UICN

 EN B1ab(iii)+2ab(iii) : En danger
Statut CITES
L’Iguane bleu (Cyclura lewisi) est une espèce de lézards de la famille des Iguanidae, endémique sur l'île de Grand Cayman, et en danger critique de disparition. Auparavant considéré comme une sous-espèce de l'iguane terrestre de Cuba, il a été reclassé comme une espèce distincte en 2004 en raison des différences génétiques découvertes quatre ans plus tôt. En captivité l'iguane bleu peut vivre jusqu'à 69 ans, une longévité exceptionnelle parmi les espèces de lézards.
L'iguane bleu fréquente les lieux rocailleux et ensoleillés, les clairières des forêts sèches ou les abords de rivage, où les femelles creusent des trous dans le sable pour pondre leurs œufs en juin et juillet. Une deuxième ponte éventuelle peut survenir en septembre. Le régime de l'iguane bleu est principalement végétarien. Sa coloration va du brun clair au gris avec une dominante bleue, plus prononcée au cours de la période de reproduction et plus encore chez les mâles. L'animal est grand et possède une crête dorsale munie de courtes épines allant de la base du cou jusqu'à la fin de la queue.
Des fossiles indiquent que les iguanes bleus était nombreux avant la colonisation européenne, mais depuis 2003 moins de quinze animaux survivent à l'état sauvage, et cette population pourrait disparaître dans la première moitié du XXIe siècle. Le déclin de l'espèce est principalement dû à leur chasse par les animaux tels les chiens, les chats ou les rats (sur les pontes et les juvéniles), et indirectement par la destruction de leur habitat naturel par les exploitations agricoles qui le transforment en cultures fruitières ou en pâturages pour le bétail. Depuis 2004, 219 iguanes bleus, élevés en captivité dans la réserve de Grand Cayman, ont été relâchés pour tenter de sauver l'espèce dans le cadre d'un partenariat dirigé par le Durrell Wildlife Conservation Trust (en). Au moins cinq associations à but non lucratif travaillent dans ce but avec le gouvernement des îles Caïmans.

## Anatomie et physiologie

### Description

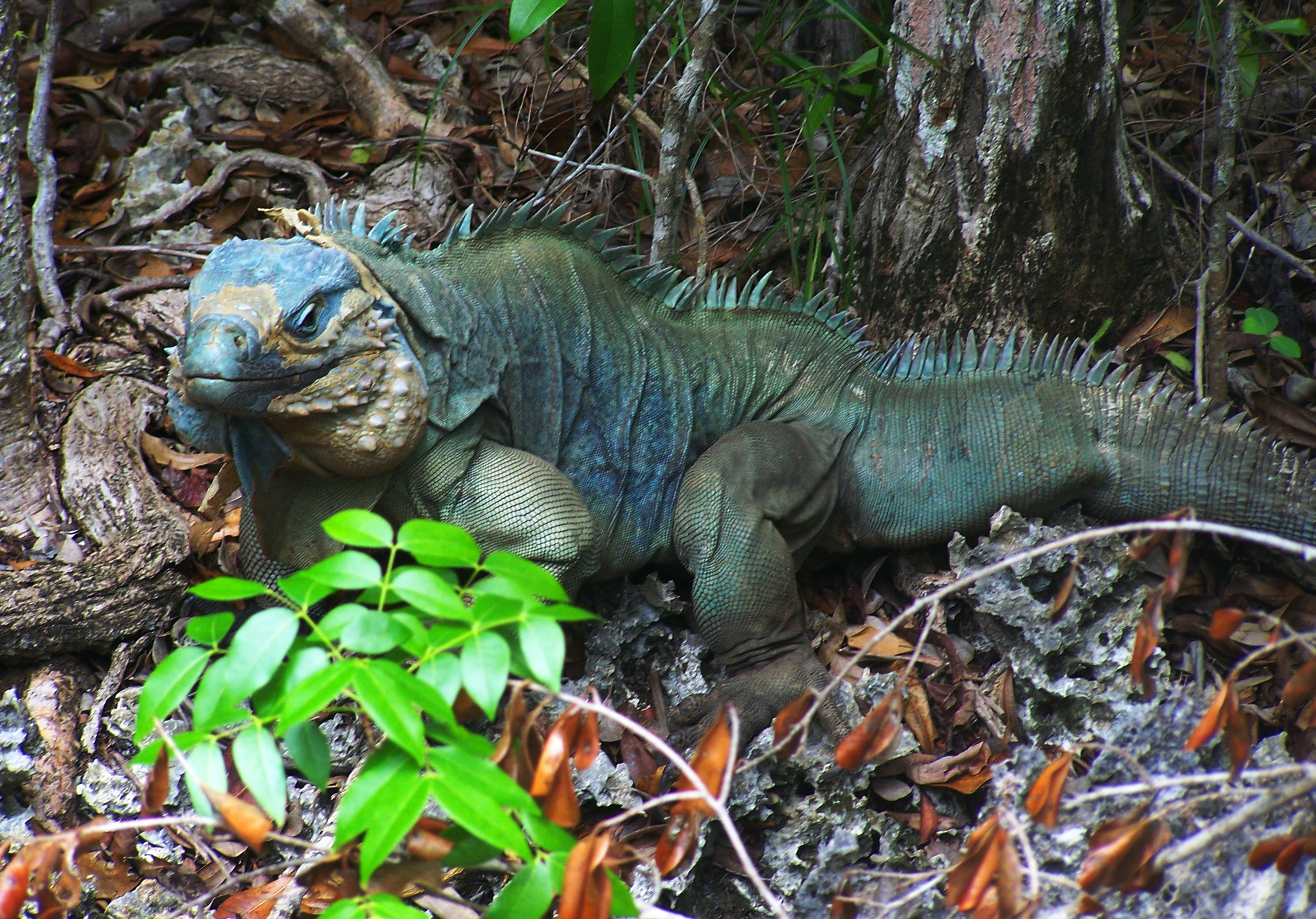
Iguane bleu dans la forêt du parc botanique Reine-Élisabeth-II, à Grand Caïman.

L'iguane bleu est le plus grand animal terrestre endémique de Grand Caïman, mesurant 1,5 m de la tête à la queue pour un poids de 14 kg,. Son corps mesure entre 51 et 76 cm, avec une queue de même longueur. Les orteils et griffes de l'iguane bleu sont efficaces pour creuser et grimper aux arbres. Bien que cette espèce ne soit pas de mœurs arboricoles, on l'observe ponctuellement grimpant aux arbres jusqu'à une hauteur de 5 m ou plus. La coloration du mâle adulte varie du gris sombre au bleu turquoise, tandis que la femelle est vert olive à bleu pâle. Les jeunes sont uniformément brun foncé ou vert, avec des anneaux sombres peu visibles. Quand ils sortent du nid pour la première fois, les jeunes présentent un motif à huit chevrons foncés de la crête de la nuque jusqu'à la région pelvienne. Ces marques s'estompent au cours de la première année de vie de l'animal, et la peau se tache de gris et de crème pour petit à petit prendre le ton bleu des adultes. L'iguane bleu adulte est généralement gris foncé, ce qui lui permet de se camoufler entre les rochers de son habitat. L'animal accentue sa couleur bleue en présence d'autres iguanes pour signaler sa présence et marquer son territoire.

### Dimorphisme sexuel
Le mâle est un tiers plus massif que la femelle. Le bleu est plus prononcé chez les mâles. Les pattes noires caractéristiques contrastent fortement avec la couleur plus claire de leur corps. Les iguanes mâles ont des pores fémoraux bien visibles, utilisés pour libérer des phéromones. Les femelles dont les pores sont plus petits et la crête dorsale moins proéminente, sont ainsi facilement reconnaissables,.

### Yeux et vision
Les yeux de l'iguane bleu ont un iris doré et une sclère rouge. Les iguanes ont une excellente vision qui leur permet de détecter une forme ou un mouvement à de grandes distances. En revanche, l'iguane bleu n'est pas nyctalope car il a peu de cellules rétiniennes en bâtonnet, donc il voit mal s'il y a peu de lumière. Par contre ils possèdent des cellules en cône de type double cône qui leur permettent de percevoir une large gamme de couleurs, dont les ultraviolets, qui l'aident à s'orienter sous un couvert nuageux et à évaluer l'intensité d'UVA et d'UVB nécessaire pour synthétiser sa vitamine D.
L'iguane bleu a développé au cours de son évolution un organe photosensible blanc sur le sommet de sa tête. Cet « œil pinéal »  n'a qu'une rétine rudimentaire et ne peut pas visualiser d'images, mais il est sensible aux changements de lumière et peut détecter une ombre.

## Écologie et comportement

### Alimentation
Comme les autres Cyclura, l'iguane bleu est principalement herbivore, consommant des feuilles, des fleurs et des fruits provenant de plus de 45 espèces de plantes,. Ce régime est occasionnellement complété par des larves d'insectes, des crabes, de petits poissons ou oiseaux morts, et des champignons,. Les plantes sont riches en potassium mais pauvres en éléments nutritifs, et doivent donc être consommées en grande quantité pour que l'animal produise assez d'énergie pour ses activités. L'osmorégulation des iguanes est peu efficace : leur urine n'étant pas plus concentrée que leur fluide corporel, ils excrètent de l'azote sous forme d'acide urique concentré par une glande à sel nasale latérale, qui élimine les excès de potassium et de chlorure de sodium, comme le font les oiseaux.

### Reproduction
Les accouplements ont lieu de mai à juin,. Avant l'accouplement, le mâle secoue vigoureusement sa tête de haut en bas, tourne autour de la femelle et l'attrape par la nuque. Il essaie ensuite de passer sa queue sous elle afin de se mettre en position pour la copulation. Celle-ci dure entre 30 et 90 s, et un couple s'accouple généralement une ou deux fois par jour. L'espèce est peu prolifique : la femelle pond entre 1 et 21 œufs entre juin et juillet, suivant sa taille et son poids, dans un nid creusé dans des poches de terre ou de sable bien exposées au soleil,,. Plusieurs sites sont visités par la femelle avant qu'elle ne choisisse celui où elle va pondre. La cavité qu'elle creuse mesure entre 41 et 150 cm de long, avec une chambre un peu plus large dans la portion terminale pour permettre à la femelle de se tourner. La température du nid reste constante à 32 °C, au cours de la période d'incubation qui dure entre 65 et 90 jours. Les œufs d'igaune bleu sont parmi les plus grands pondus par des lézards.
Les iguanes bleus deviennent territoriaux et agressifs à partir de l'âge de trois mois. Les femelles occupent un territoire d'une surface de 2 400 m2, quel que soit leur âge, alors que le territoire occupé par les mâles s'agrandit au fur et à mesure qu'ils vieillissent.
Les femelles creusent des trous dans le sable pour pondre leurs œufs en juin et juillet. Une deuxième ponte éventuelle survient en septembre. Le régime de l'Iguane bleu est uniquement végétarien ; il comprend des plantes, des fruits et des fleurs. Sa coloration va du brun clair au gris avec une dominante bleue, plus prononcée au cours de la période de reproduction et plus encore chez les mâles. L'animal est grand et possède une crête dorsale munie de courtes épines allant de la base du cou jusqu'à la fin de la queue.

### Longévité
On connait mal la longévité de l'iguane bleu à l'état sauvage, mais on suppose qu'il peut vivre plusieurs décennies. Un iguane bleu nommé « Godzilla » capturé sur Grand Cayman en 1950 par la naturaliste Ira Thompson a été importé aux États-Unis en 1985 par Ramon Noegel et vendu à un éleveur, Tom Crutchfield, en 1990. Crutchfield offrit Godzilla au Gladys Porter Zoo à Brownsville, au Texas, en 1997 et le lézard y vécut jusqu'à sa mort en 2004,. Thompson estime que Godzilla avait 15 ans lorsqu'il a capturé. Avec 69 ans, dont 54 passés en captivité, Godzilla pourrait être le plus vieux lézard pour lequel on dispose d'un âge fiable, ce qui fait de lui l'une des espèces de lézard pouvant vivre le plus longtemps. Un C. nubila caymanensis, espèce très proche de l'iguane bleu, a vécu 33 ans en captivité.

## Distribution et habitat

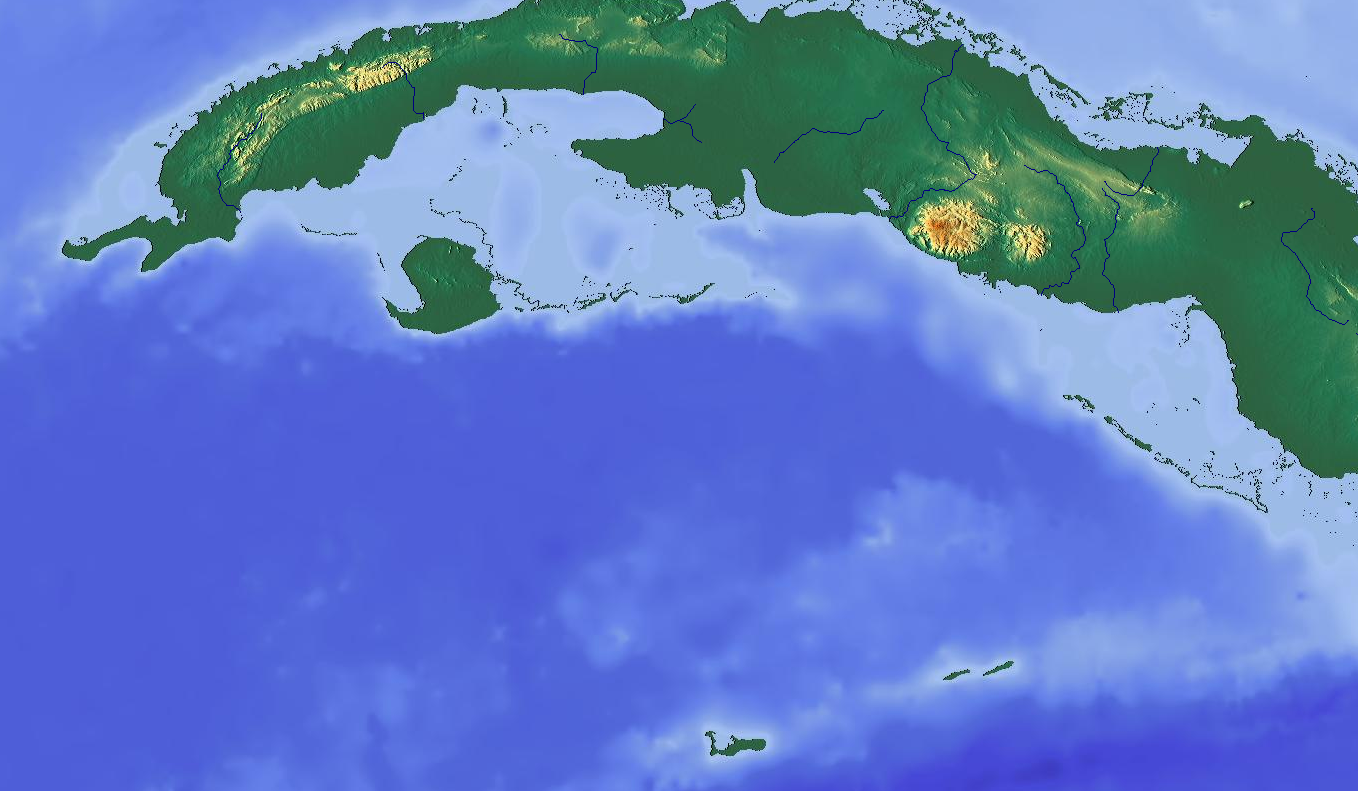
L'Iguane bleu vit à Grand Cayman, la plus grande et plus occidentale îles de l'archipel des îles Caïmans, au sud-ouest de Cuba.

Cette espèce est endémique de Grand Cayman aux îles Caïmans.
L'iguane bleu fréquente les lieux rocailleux et ensoleillés, les clairières des forêts sèches ou les abords de rivage.
Les comparaisons avec les autres espèces de Cyclura des Caraïbes laissent penser qu'il s'agissait initialement d'une population qui occupait la côte de l'île, mais qui en a été peu à peu chassée vers l'intérieur par les constructions humaines et l'apparition de routes. On ne trouve plus aujourd'hui l'iguane bleu que dans des zones de buissons xérophytiques et à l'interface entre les forêts denses et les terres cultivées, les routes et les jardins,. Ils semblent attirés par les terrains agricoles, qui leur permettent d'avoir des zones ouvertes pour se chauffer au soleil, de l'herbe à brouter, des fruits tombés à terre à manger et des terrains pour nicher. Mais là, ils se trouvent en contact avec l'Homme et à la merci des animaux errants (porcs, rats, chiens ou chats). Les femelles migrent souvent vers la côte pour nicher.
Les iguanes bleus relâchés dans le parc botanique Reine-Élisabeth-II de Grand Caïman ont été tracés grâce à un émetteur radio en 2004 pour noter leurs déplacements. Les résultats ont révélé que les femelles occupaient des territoires de 2 400 m2 tandis que les mâles avaient un territoire de 5 700 m2 de moyenne, ce qui correspond à une densité assez faible, de 4 à 5 animaux par hectare.
L'iguane bleu occupe les trous dans les rochers et les cavités dans les arbres, et est principalement terrestre, mis à part les jeunes qui s'abritent dans les arbres. Outre les animaux domestiques errants, les nouveau-nés sont des proies faciles pour le serpent Alsophis cantherigerus. Les adultes n'ont pas de prédateurs naturels, mais ils peuvent être victimes des chiens errants,. Ils atteignent la maturité sexuelle à l'âge de trois ou quatre ans.

## Taxinomie et étymologie
Son nom spécifique est la forme latinisée du nom du scientifique qui décrit le premier l'espèce, Bernard C. Lewis.
Le nom du genre Cyclura, dont le nom vient de l'ancien grec cyclos (κύκλος) signifiant « circulaire » et ourá (οὐρά) signifiant « queue », et qui fait allusion aux larges anneaux bien visibles sur la queue de tous les représentants de ce genre.
Il y a débat pour savoir s’il s’agit d’une sous-espèce ou d’une espèce distincte.
Considérée comme une sous-espèce de l'iguane terrestre de Cuba, il a été reclassé comme une espèce distincte en 2004, en raison des différences génétiques découvertes quatre ans plus tôt.
L'iguane bleu est proche de l'Iguane terrestre de Cuba (Cyclura nubila) et de Cyclura cychlura, ces trois espèces ayant divergé à partir d'un ancêtre commun il y a environ trois millions d'années,. L'espèce a une variabilité génétique réduite, mais ne semble pas pour autant souffrir du manque de vitalité qui touche d'autres espèces d'iguanes,. Certains scientifiques pensent que cette espèce a évolué à partir d'une seule femelle d'Iguane cubaine gestante, qui a dérivé en mer, peut-être au cours d'une tempête. On la distingue nettement de la sous-espèce que l'on trouve à Little Cayman et Cayman Brac, C. nubila caymanensis, mais elle peut se reproduire avec et produire une descendance fertile,.
En 1938, Bernard C. Lewis de l'Institute of Jamaica rejoint une expédition scientifique menée par l'université d'Oxford dans les îles Caïmans. Lewis collecte sur place deux iguanes bleus, un mâle et une femelle, qui seront plus tard exposés au British Museum d'Histoire Naturelle. Chapman Grant, dans un livre publié en 1941, décrit pour la première fois l'Iguane bleu qu'il nomme Cyclura macleayi lewisi,,,. Schwartz et Carey la renomment Cyclura nubila lewisi en 1977,. Ils considèrent que l'iguane bleu est une sous-espèce de l'Iguane cubain (C. nubila), l'espèce dont elle a évolué et avec laquelle elle peut s'hybrider. Ils notent tout de même qu'avec sa coloration intégralement bleue, il pourrait se révéler être une espèce à part entière à la suite d'études approfondies,. Frederick Burton reclasse l'iguane bleu comme espèce distincte en 2004, après des années de recherche sur le nombre d'écailles présentes sur la tête des iguanes des Caraïbes, dont celles des îles Caïmans, de Cuba et des Bahamas. Son jugement est confirmé par l'analyse de l'ADN mitochondrial de différentes espèces d'iguanes menée par Catherine Malone, qui étudiait la phylogeographie de ces espèces.

## Population et mesures de protection
Cet iguane est en danger critique de disparition.

### Statut de protection

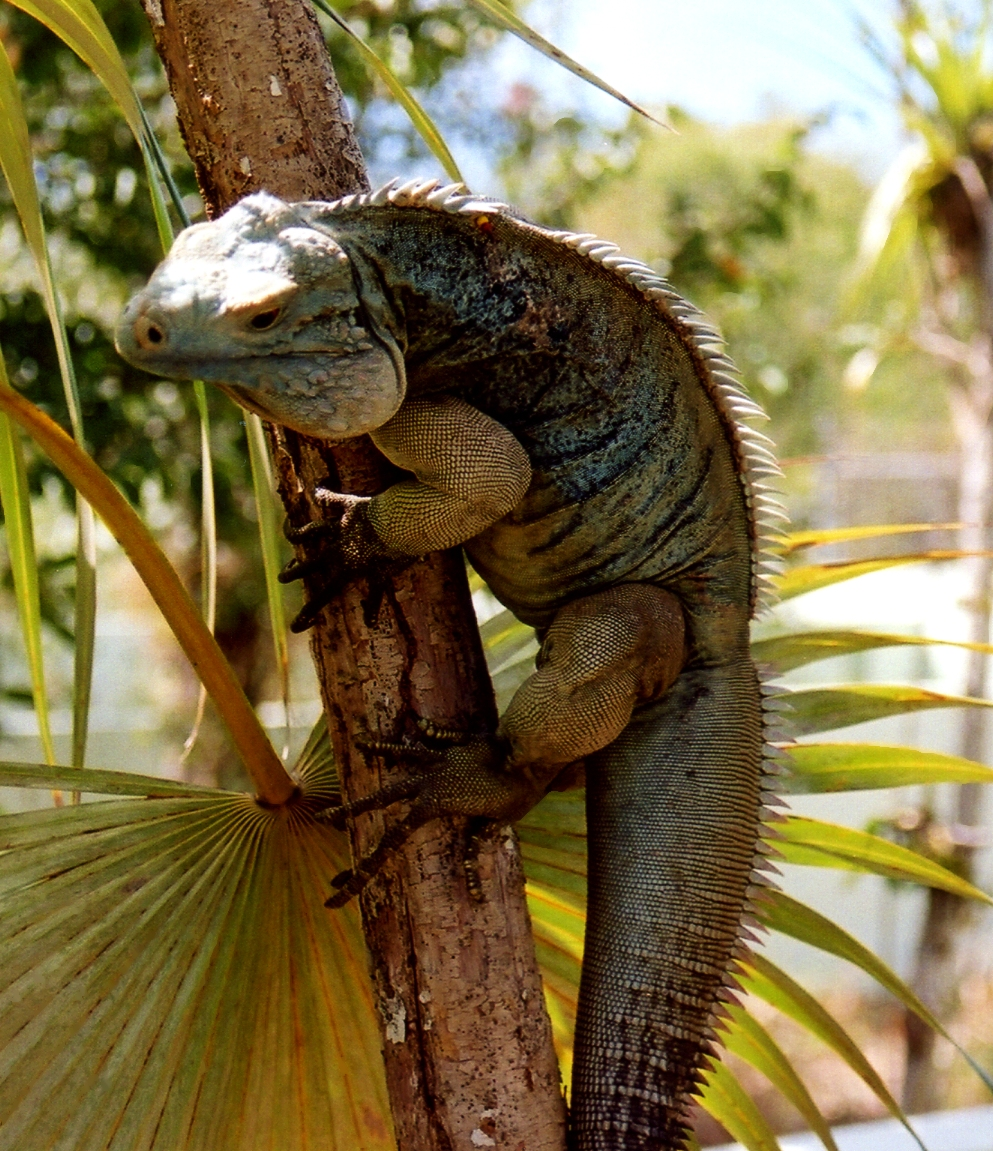
Un Iguane bleu à Grand Cayman

L’Iguane bleu est considéré comme en danger critique d’extinction sur la liste rouge de l'UICN. La population est cantonnée à l'intérieur Est de Grand Cayman, où elle a été réduite à un niveau très faible, seulement trois animaux ayant été observée avant l'enquête de 1988,. La distribution de l'Iguane bleu s’est contractée de manière significative au cours des 25 dernières années, avec de nombreux sites autrefois peuplés qui ne montrent aujourd'hui plus aucun signe d'iguane. Des enquêtes menées en 2003 indiquent une population totale de l'ordre de 5 -15 individus. En 2005, la population sauvage a été considérée comme quasiment éteinte,. L'espèce est l'un des animaux les plus menacés de la planète,. Un nouveau coup a été porté à la population en mai 2008, lorsque six individus ont été trouvés égorgés dans une région vierge.
Comme l'Iguane bleu consomme une grande variété de matériau végétal, notamment des fruits et des fleurs lorsqu'ils sont disponibles, il est utile à Grand Caïman pour assurer la dispersion des graines,,. Une étude réalisée en 2000 par Dr Allison Alberts a révélé que les graines qui passaient par le tube digestif des Cycluras germaient plus rapidement que les autres,. Ces graines contenues dans les fruits consommés par l'Iguane bleu ont un avantage adaptatif car leur germination peut avoir lieu avant la fin de la très courte saison des pluies. L'Iguane bleu permet également aux plantes de coloniser de nouvelles régions, puisqu’il est le plus grand herbivore indigène des écosystèmes de Grand Caïman. Il est essentiel pour maintenir l'équilibre délicat entre le climat et la végétation, nécessaire pour que les plantes survivent dans des conditions difficiles.
Les populations relâchées dans le Queen Elizabeth II Botanic Park et la réserve de Salina comprenennt environ 125 individus au total, après qu'un premier lâché d'animaux élevés en captivité ait été effectué en décembre 2005. Les iguanes du Queen Elizabeth II Botanic Park se reproduisent depuis 2001, et ceux de la réserve de Salina Reserve depuis 2006, date à laquelle on a retrouvé un nid contenant trois œufs fraîchement éclos dans la nature,. En avril 2007, après un nouveau lâché important, on comptait 299 iguanes vivant à l'état sauvage, et des centaines d'autres élevés en captivité à Grand Caïman. Fin 2011, après un autre lâché d'une centaine d'individus, le Blue Iguana Recovery Program estime la population sauvage à 650 individus.

### Causes du déclin
« L'espèce est presque éteinte, et je doute que plus d'une douzaine d'individus existent encore sur l'île... Les gens d'East End disent que depuis 1925, les iguanes sont devenus tellement rares que cela ne vaut plus le coup de les chasser. »

— Chapman Grant, The Herpetology of the Cayman Islands
La destruction de son habitat est la première cause du déclin des populations d'Iguanes bleus. En effet, les terres sauvages de Grand Caïman sont de plus en plus utilisées pour laisser place à des terres cultivées, des routes ou des habitations et autres infrastructures humaines. Par ailleurs, le changement d'orientation de l'agriculture locale, qui voit les champs de culture disparaître au profit de pâture pour les bovins cause la disparition d'un habitat auquel l'iguane s'était à peu près adapté.
Les blessures occasionnées aux jeunes par les rats et les chats, et aux adultes par les chiens, menacent également la petite population restante,. Parmi les autres causes de mortalité d'iguanes on compte les automobiles et scooters, les iguanes survivant rarement aux collisions, et moindrement la chasse et le piégeage, malgré la protection de l'espèce et les efforts faits pour sensibiliser la population,,.
L'iguane vert (Iguana iguana), a été introduit sur l'île en provenance du Honduras, et est aujourd'hui bien établi sur Grand Caïman, constituant une espèce invasive qui a pris le dessus sur l'Iguane bleu,. Aucune conséquence négative directe de l'arrivée des Iguanes verts n'a pu être démontrée, mais leur omniprésence contribue à l'incompréhension du problème par le grand public,. Ainsi, les insulaires, qui ne font pas forcément la différence entre les deux espèces, entendent dire régulièrement que l'Iguane bleu est menacé alors qu'ils voient très fréquemment des Iguanes verts, qui envahissent l'île,.
Les iguanes bleus sont régulièrement vendus aux touristes comme animaux de compagnie, leur rareté les rendant plus attrayants pour les collectionneurs d'animaux exotiques, et ce en dépit de l'interdiction de ce commerce par le traité CITES. En 1999, un agent de conservation de la World Wildlife Fund, Stuart Chapman, a déclaré : "Le gouvernement britannique a fermé les yeux depuis plus de 20 ans sur la biodiversité de ses territoires d'outre-mer, qui abritent de nombreuses espèces rares et menacées. Beaucoup d'entre elles sont menacées d'extinction si la Grande-Bretagne ne parvient pas à mieux respecter les conventions internationales. Les îles britanniques des Caraïbes sont extrêmement riches en biodiversité avec de nombreuses espèces en danger critique d'extinction qui sont uniques aux îles - cependant la CITES n'est quasiment pas appliquée. ".
En mai 2008, six Iguanes bleus ont trouvé la mort dans la réserve au sein du Queen Elizabeth II Botanic Park de Grand Caïman. Les iguanes ont apparemment été tués par des humains malveillants armés de couteaux, et deux des animaux abattus étaient des femelles gravides sur le point de pondre leurs œufs.
Autrefois présente sur toute l'île, la population d'Iguanes bleus est aujourd'hui réduite à quelques individus restant, éparpillés sur l'île et qui ne pourront certainement pas assurer la survie de l'espèce à l'état sauvage,. Depuis 2001, aucun jeune né dans la nature n'a atteint l'âge adulte, ce qui signifie que la population est aujourd'hui quasiment éteinte.

### Efforts de sauvegarde
En 1990 l'American Zoo and Aquarium Association (AZA) a déclaré Cyclura comme leur priorité concernant les actions de sauvegarde. Leur premier projet consistait à élever des Iguanes bleus, l'espèce du genre Cyclura la plus dangereusement menacée, en captivité à Grand Caïman.
Une des premières difficultés rencontrées par l'AZA est qu'une partie des animaux détenus en captivité au début des années 1990 n'étaient pas purs,, et qu'ils étaient en fait plus ou moins hybridés avec C. nubila caymanensis,, comme l'ont révélé les analyses ADN. Le programme n'a retenu que les animaux non hybridés, les hybrides ayant été stérilisés et exclus,,. Les analyses ADN ont également servi à déterminer l'exacte généalogie des animaux restants et l'origine de leurs gènes, et elles ont montré que tous les animaux retenus en captivité en Amérique du Nord descendaient d'un seul et même couple d'animaux. Après cinq ans de recherche deux populations ont été établies et élevées chacune de leur côté, avec de temps en temps des croisements entre les deux populations pour améliorer la diversité génétique.
Pour se prémunir d'une disparition totale de l'espèce, des populations ont été installées en dehors de l'île, dans 25 zoos américains,. Au moins 20 lignées représentés par plus de 225 individus sont élevées en captivité et inscrites dans un stud-book dédiés à l'espèce par Tandora Grant au Centre de recherche et de conservation pour les espèces menacées d'extinction (CRES) du Zoo de San Diego,,. Le zoo d'Indianapolis est parvenu par deux fois à faire reproduire l'Iguane bleu en captivité depuis l'an 2000.
En octobre 2006, des jeunes nés en captivité ont été relâchés dans la nature pour la première fois, ce qui a permis d'améliorer légèrement la situation de l'espèce. Chaque iguane relâchée porte un collier de perles colorées à la crête au niveau de sa nuque, permettant une identification visuelle à distance, en plus d'une puce implantée dans son corps. On dispose par ailleurs d'une photo haute résolution des écailles de sa tête (les motifs des écailles de la tête des iguanes sont uniques à chaque individu, comme les empreintes digitales pour l'Homme).
L'Iguane bleu est maintenu en captivité, dans des collections publiques et privées. Comme il y a très peu d'animaux de souche pure dans les collections privées, des particuliers ont mis en place des programmes d'élevage au sein desquels les Iguanes bleus sont croisés avec des Iguanes de Petite Caïman ( C.nubila caymanensis) et occasionnellement avec des Iguanes cubains (C.n.nubila). Cela permet d'approvisionner les collectionneurs sans avoir à capturer illégalement des animaux sauvages.

#### Blue Iguana Recovery Programme

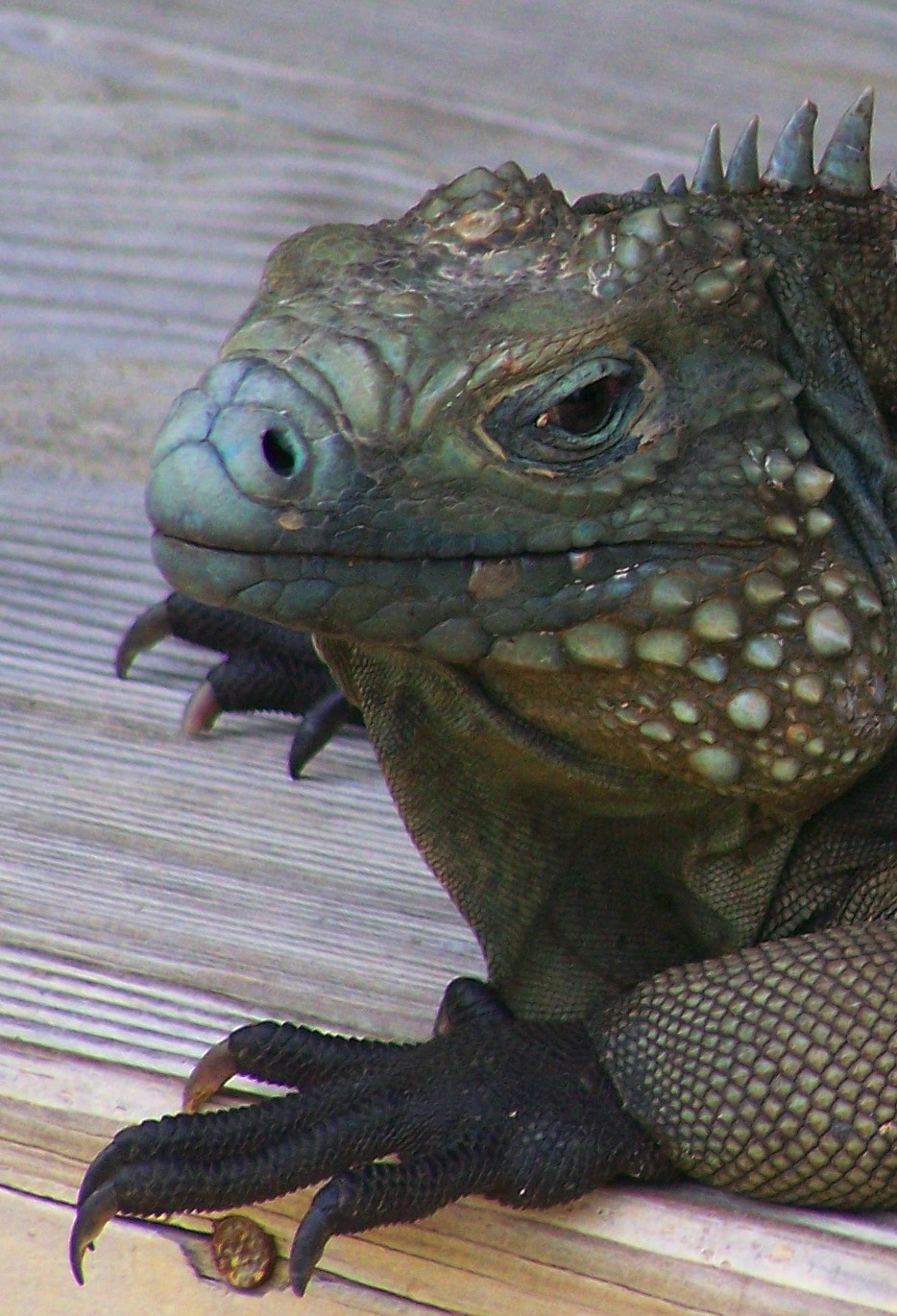
Iguane bleu se reposant sur un banc, près du Wilderness Trail au QE II Botanic Park.

Le Blue Iguana Recovery Programme a été lancé par le National Trust for the Cayman Islands en 1990. Il fait l'objet aujourd'hui d'un partenariat entre le Trust et le Cayman Islands Department of Environment, le National Trust Cayman Islands, le Queen Elizabeth II Botanic Park, le Durrell Wildlife Conservation Trust, l'International Reptile Conservation Foundation (IRCF), et la Commission européenne. Ce programme s'appuie sur une dérogation faite à l'Animals Law des îles Caïmans, qui interdit normalement quiconque de tuer, capturer ou garder en captivité des iguanes,. La stratégie de sauvegarde du BIRP est d'obtenir le plus possibles de jeunes iguanes aux origines génétiques différentes. Les jeunes animaux sont conservés en captivité de leur sortie de l’œuf à l'âge de deux ans, quand ils ne risquent plus d'être victimes des rongeurs et chats errants, cela afin d'améliorer le taux de survie des jeunes. Ces animaux sont ensuite relâchés dans la nature pour recréer une population d'iguanes dans des zones protégées,,. Ces mesures sont accompagnées d'études sur le terrain, d'une protection des sites de nidification et d'un suivi des animaux relâchés,,. Une augmentation rapide des effectifs à partir d'un maximum de lignées devrait permettre de minimiser la perte de diversité génétique causée par le goulot d'étranglement de population.
Ces sous-populations restaurées artificiellement sont présentes dans deux zones non contiguës, la réserve de Salina et le Queen Elizabeth II Botanic Park. La protection de l'habitat des iguanes demeure une nécessité,, car la réserve de Salina Reserve n'a que 88 acre (356 123,36496 m2) de broussailles sèches, ce qui est clairement insuffisant pour abriter les 1 000 Iguanes bleus qui doivent vivre dans la nature pour que l'on retire l'espèce de la liste des animaux en danger critique d'extinction,. D'autres sous-populations doivent être réintroduites ailleurs sur l'île. L'ensemble de la population détenue en captivité demeure génétiquement fragmentée à long terme. Il doit y avoir des transferts d'animaux d'une population à l'autre pour limiter la consanguinité et assurer le maintien de la diversité génétique. On conserve ainsi une seule population partageant sa génétique,. Quand les sous-populations vivant dans la nature auront atteint le maximum de ce que peut accueillir les aires protégées dans lesquels ils sont relâchés, les lâchers cesseront pour laisser place au renouvellement naturel de la population. Par ailleurs, le contrôle ou l'éradication des prédateurs introduits sur l'île est maintenue à un degré suffisant pour permettre aux jeunes iguanes d'atteindre la maturité en nombre suffisant,.
Le maintien d'une population d'Iguane bleu dans la nature demande un travail important de gestion. Pour financer cela, diverses activités commerciales sont mises en place, et les efforts faits pour sensibiliser la population permettent de conserver le soutien de la population locale,,.

## Publication originale
- Grant, 1941 "1940" : The herpetology of the Cayman Islands. Bulletin of the Institute of Jamaica, Science Series, vol. 2, p. 1-56.